# ويليام بي بيل
ويليام بي بيل (بالإنجليزية: William P. Bell)‏ هو مهندس معماري أمريكي، ولد في 19 أبريل 1886 في كانونسبرغ في الولايات المتحدة، وتوفي في 21 يونيو 1953 في باسادينا في الولايات المتحدة.